# USLTA Atlantic City
Lo USLTA Atlantic City è stato un torneo femminile di tennis che si disputava a Atlantic City negli USA facente parte dello USLTA Tour.

## Albo d'oro

### Singolare
| Anno | Campionessa | Finalista      | Punteggio |
| ---- | ----------- | -------------- | --------- |
| 1973 | Chris Evert | Marita Redondo | 6-2, 7-5  |

### Doppio
| Anno | Campionesse                | Finalista               | Punteggio |
| ---- | -------------------------- | ----------------------- | --------- |
| 1973 | Chris Evert Marita Redondo | Ilana Kloss Pat Walkden | 6-4, 6-4  |